# Веденей (река)
Веденей (Веденейка) — река в России, протекает в Ульяновской области и Республике Мордовия. Правый приток реки Водолейки (иногда Водолейка рассматривается как приток Веденея).

## География
Река Веденей берёт начало неподалёку от села Барашево Сурского района Ульяновской области. Течёт на северо-восток и впадает в Водолейку у села Княжуха. Длина реки составляет 6 км. Почти на всём протяжении по реке проходит граница Ульяновской области и Республики Мордовия.

## Данные водного реестра
По данным государственного водного реестра России относится к Верхневолжскому бассейновому округу, водохозяйственный участок реки — Сура от Сурского гидроузла и до устья реки Алатырь, речной подбассейн реки — Сура. Речной бассейн реки — (Верхняя) Волга до Куйбышевского водохранилища (без бассейна Оки).
Код объекта в государственном водном реестре — 08010500312110000037545.